# Chlorodimetyloarsyna
Chlorodimetyloarsyna, chlorek kakodylu — arsenoorganiczny związek chemiczny z grupy arsyn. W warunkach normalnych jest cieczą o odrażającym zapachu, nierozpuszczalną w wodzie. Chlorodimetyloarsyna jest toksyczna. Wykorzystywana jest do otrzymywania innych związków arsenoorganicznych. Może być otrzymywana poprzez działanie chloru na kakodyl.